# Babingtonita
La babingtonita es un inosilicato del grupo de los piroxenos, de cadena simple, descubierto en 1824 en Arendal (Noruega).
Químicamente es un silicato de calcio y hierro, que suele llevar como impurezas dándole coloraciones los elementos: Ti, Al, Mg, Na.

## Ambiente de formación
Usualmente se encuentran en agregados granulares dispersos sobre la superficie de minerales como el cuarzo, la prehnita, la apofilita o sobre rocas como gneis o basaltos. Sus cristales son prismáticos y cortos, de caras estriadas bien definidos y de un intenso color negro.
Se forman en los filones que cortan las rocas pegmatitas graníticas y dioritas, así como rellenando cavidades en la lava de rocas volcánicas de tipo máfico. En España se ha encontrado en la mina de oro de Boinás (Asturias).